# شهرستان برانسویک (ویرجینیا)
شهرستان برانسویک، ویرجینیا (به انگلیسی: Brunswick County, Virginia) یک سکونتگاه مسکونی در ایالات متحده آمریکا است که در ویرجینیا واقع شده‌است.

## خصوصیات
شهرستان برانسویک ۱٬۴۷۳٫۷۱ کیلومترمربع مساحت دارد.